# European Ramblers' Association
La European Rumblers' Association (ERA; Europäische Wandervereinigung – EWV; Fédération Européenne de la Randonnée Pédestre - FERP) è una rete di organizzazioni che operano per la promozione dell'escursionismo, la creazione di percorsi turistici, alimentare oltreconfine la condivisione di conoscenze ed esperienze di viaggio, affermare e difendere il diritto dei camminatori ad un libero accesso ai patrimoni della natura.
All'inizio della sua storia, ERA iniziò con la creazione di una rete di itinerari di lunga distanza, tutelati dalle singole organizzazioni aderenti, con lo scopo di rendere possibile l'attraversamento "a piedi" di tutta l'Europa, e in questo modo di connettere le persone fra loro.

Oggi, la rete può vantare 12 camminamenti europei (e-path) per un totale di 55.000 chilometri attraverso il Vecchio Continente. L'ultimo aggiunto in ordine di tempo è il sentiero E12, che parte dalla costa nord-occidentale del mar Mediterraneo.
Per favorire l'incontro fra i camminatori di tutta Europa, ERA organizza EURORANDO, un evento pan-europeo che ha luogo ogni cinque anni. L'ultima edizione è stata nel 2016, e prossima prevista nel 2021.
Allo scopo di garantire uno standard qualitativo elevato, ERA adotta questi criteri qualitativi: Leading Quality Trails – Best of Europe. Questi criteri prendono in considerazione il tracciato (una superficie non franosa o scivolosa), la  marcatura dei sentieri, la segnaletica e il collegamento con gli altri sentieri esistenti. In questi criteri, rientrano anche la valutazione dei servizi esistenti e di punti di accesso ai mezzi di trasporto pubblico.
Infine, tramite il programma Walk Leader, ERA invia alcuni dei suoi camminatori di livello esperto a percorrere l'itinerario di persona, prima di proporlo al pubblico.
ERA, fondata nel 1969, oggi conta 58 organizzazioni di camminatori di 32 Paesi diversi, che rappresentano un totale dimcirca 3.000 iscritti.